# Gran Premio motociclistico d'Olanda 1950
Il Gran Premio d'Olanda corso l'8 luglio 1950 sul Circuito di Assen, è stato la terza gara del motomondiale 1950 e rappresenta la 20ª edizione del GP.
Solamente 3 le classi in gara: 125 (alla prima gara della stagione), 350 e 500; non prendono invece parte alla gara le 250 e i sidecar. Tutte le gare si sono disputate, come di consuetudine, di sabato e solo sei giorni dopo il GP del Belgio.
Per la classi di minor cilindrata si trattò della prima prova stagionale. Curiosamente in due delle tre gare il podio fu composto di piloti tutti della stessa nazionalità: in 350 conduttori britannici tutti su moto della stessa nazione, in 125 furono italiani sia i piloti che le moto.

## Classe 500
Alla gara della classe 500 furono presenti alla partenza 38 piloti e di questi 17 vennero classificati al termine della prova.

### Arrivati al traguardo
| Pos. | Pilota               | Moto      | Tempo      | Punti |
| ---- | -------------------- | --------- | ---------- | ----- |
| 1    | Umberto Masetti      | Gilera    | 2h 00:43.2 | 8     |
| 2    | Nello Pagani         | Gilera    | +32.8      | 6     |
| 3    | Harry Hinton         | Norton    | +2:17.9    | 4     |
| 4    | Carlo Bandirola      | Gilera    | +3:47.7    | 3     |
| 5    | Eric McPherson       | Norton    | +6:32.8    | 2     |
| 6    | Sidney Jensen        | Triumph   | +1 giro    | 1     |
| 7    | Philip Heath         | Norton    | +1 giro    |       |
| 8    | Albert Moule         | Norton    | +1 giro    |       |
| 9    | Reg Armstrong        | MV Agusta | +1 giro    |       |
| 10   | James Swarbrick      | Norton    | +1 giro    |       |
| 11   | Lous van Rijswijk    | Triumph   | +1 giro    |       |
| 12   | Arthur Wheeler       | Norton    | +1 giro    |       |
| 13   | Albert Vertriest     | Triumph   | +1 giro    |       |
| 14   | Ernest Braine        | Norton    | +1 giro    |       |
| 15   | Sidney Mason         | Norton    | +1 giro    |       |
| 16   | Evert Carlsson       | Norton    | +1 giro    |       |
| 17   | Ernie Richard Thomas | Triumph   | +1 giro    |       |

### Ritirati
| Pilota           | Moto       |
| ---------------- | ---------- |
| Vic Willoughby   | Norton     |
| Dreikus Veer     | Triumph    |
| Oliver Scott     | Norton     |
| Leslie Graham    | AJS        |
| Geoff Duke       | Norton     |
| Eric Briggs      | Norton     |
| Arciso Artesiani | MV Agusta  |
| Jan Veer         | Triumph    |
| Hub Pellikaan    | BMW        |
| Piet Knijnenburg | BMW        |
| Cees Fokke-Bosch | Norton     |
| Charlie Salt     | Velocette  |
| Johnny Lockett   | Norton     |
| Robert Foster    | Velocette  |
| Dickie Dale      | Norton     |
| Felice Benasedo  | Moto Guzzi |
| Jacques Schot    | Norton     |
| Bill Lomas       | Velocette  |
| Vaino Hollming   | Norton     |
| Edward Frend     | AJS        |
| Harold Daniell   | Norton     |

## Classe 350

### Arrivati al traguardo (classifica parziale)
| Pos. | Pilota         | Moto      | Tempo | Punti |
| ---- | -------------- | --------- | ----- | ----- |
| 1    | Bob Foster     | Velocette |       | 8     |
| 2    | Geoff Duke     | Norton    |       | 6     |
| 3    | Bill Lomas     | Velocette |       | 4     |
| 4    | Johnny Lockett | Norton    |       | 3     |
| 5    | Reg Armstrong  | Velocette |       | 2     |
| 6    | Harry Hinton   | Norton    |       | 1     |

## Classe 125

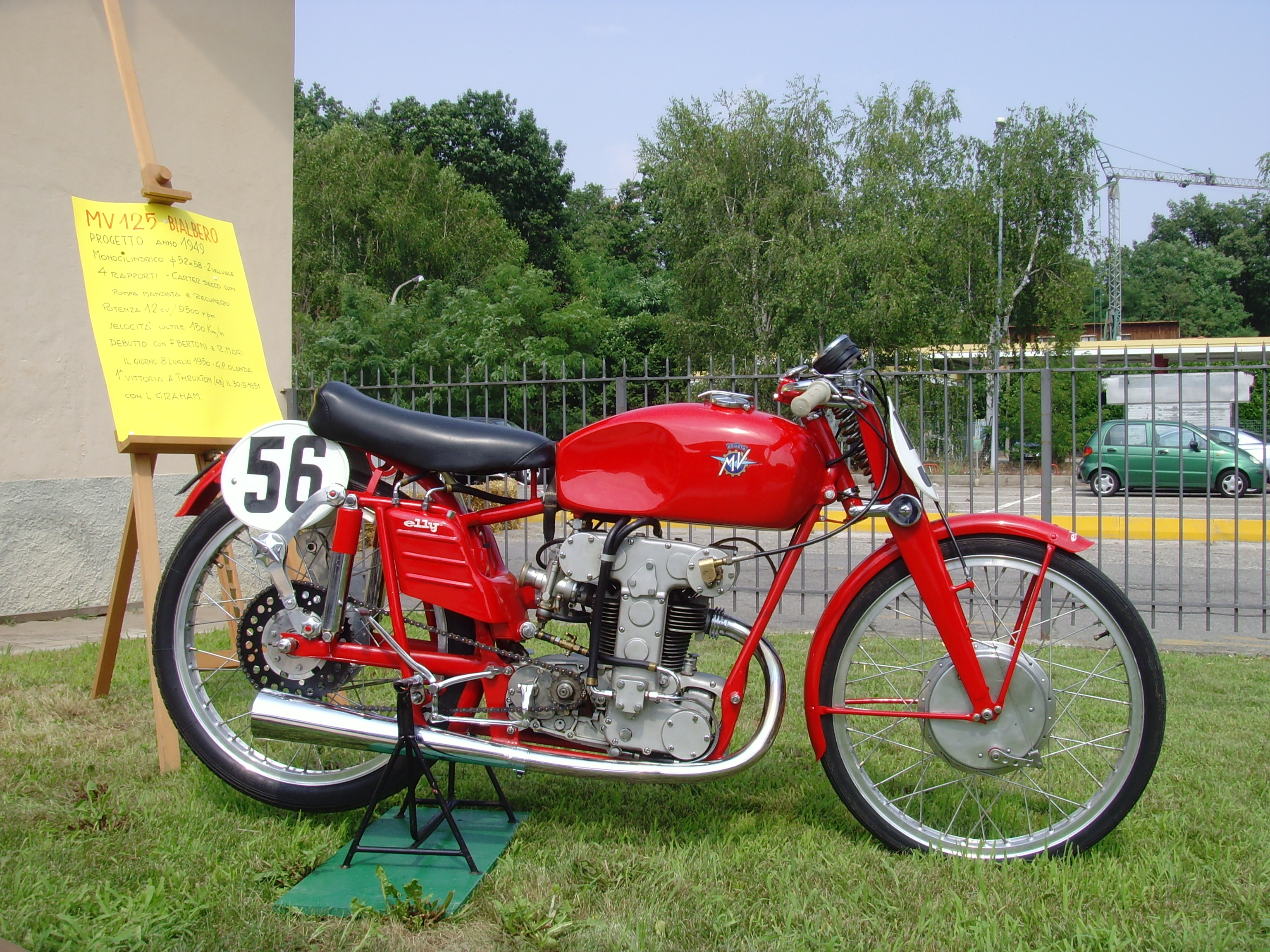
La MV Agusta 125

Da registrare in questa classe il debutto della MV Agusta con una nuova monocilindrica bialbero, destinata negli anni successivi a conquistare diversi titoli mondiali; ottenne il quarto posto finale guidata da Felice Benasedo.
Le prime 5 posizioni in classifica furono appannggio di piloti italiani su motociclette italiane; la vittoria fu di Bruno Ruffo su Mondial che precedette in volata il compagno di squadra Gianni Leoni. Al terzo posto una Morini condotta da Giuseppe Matucci. Sesto l'olandese Gijs Lagervey, primo pilota non italiano ad andare a punti nel Mondiale della ottavo di litro.

### Arrivati al traguardo (classifica parziale)
| Pos. | Pilota           | Moto        | Tempo   | Punti |
| ---- | ---------------- | ----------- | ------- | ----- |
| 1    | Bruno Ruffo      | FB Mondial  | 57:27.2 | 8     |
| 2    | Gianni Leoni     | FB Mondial  | +0.1    | 6     |
| 3    | Giuseppe Matucci | Moto Morini |         | 4     |
| 4    | Umberto Braga    | FB Mondial  |         | 3     |
| 5    | Felice Benasedo  | MV Agusta   |         | 2     |
| 6    | Gijs Lagervey    | Sparta      |         | 1     |

## Fonti e bibliografia
- La Stampa, 9 luglio 1950, pag. 4.